# Toit

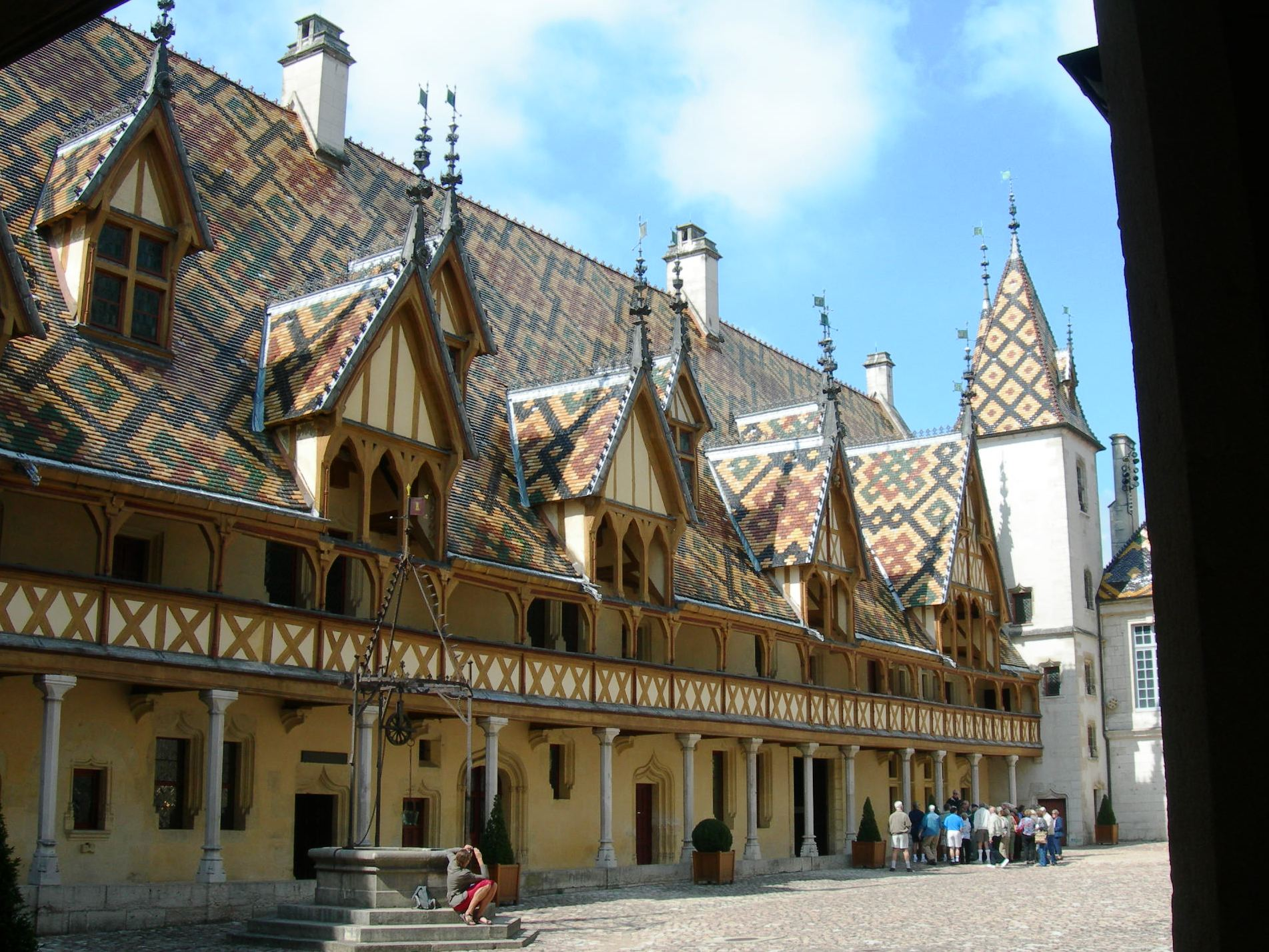
Les Hospices de Beaune : les toits en tuile vernissée de Bourgogne multicolores à losanges de l'Hôtel-Dieu sont typiques de la Bourgogne.

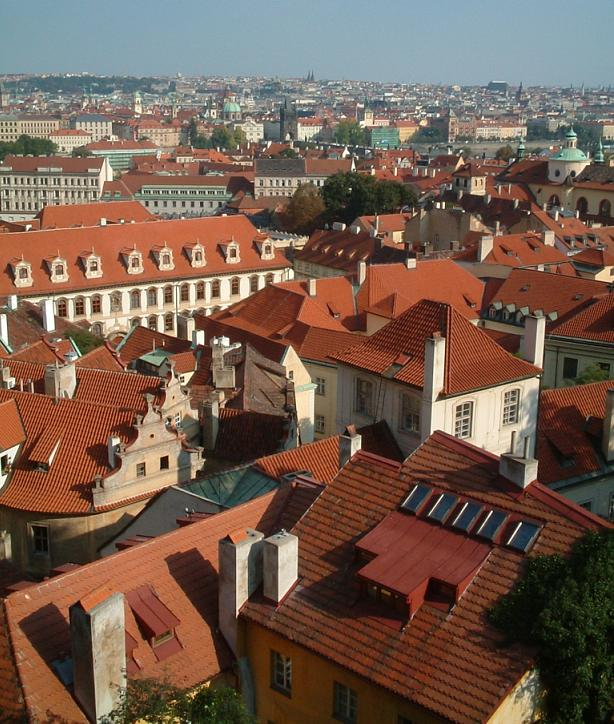
Vue sur les toits de Prague.

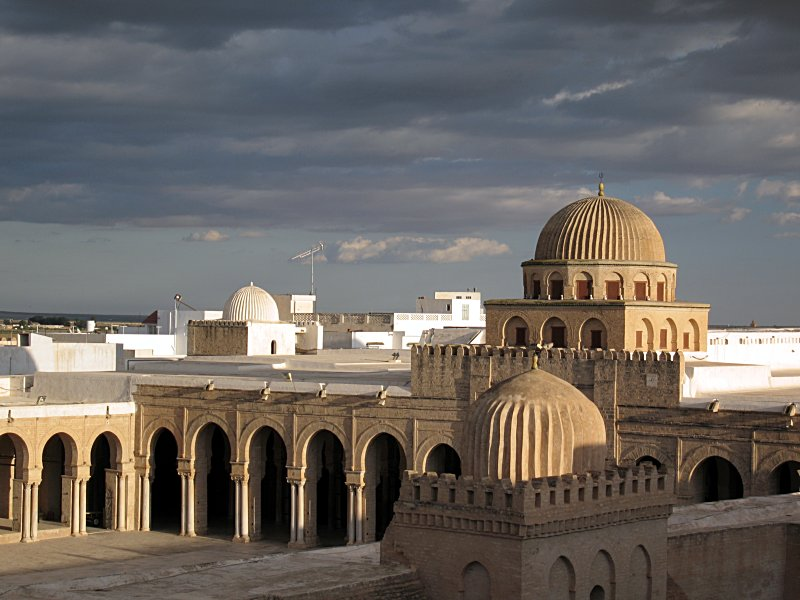
Toits plats et dômes de la grande mosquée de Kairouan, en Tunisie.

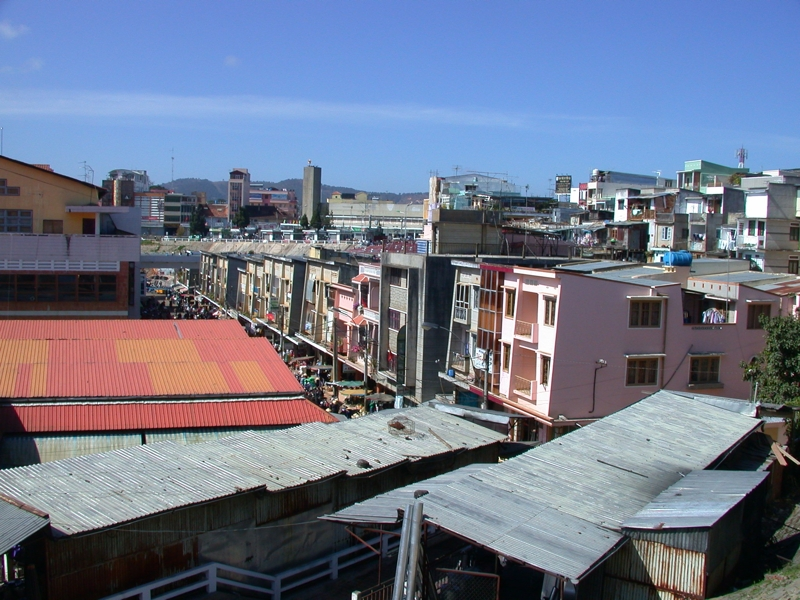
Toits au Viêt Nam.

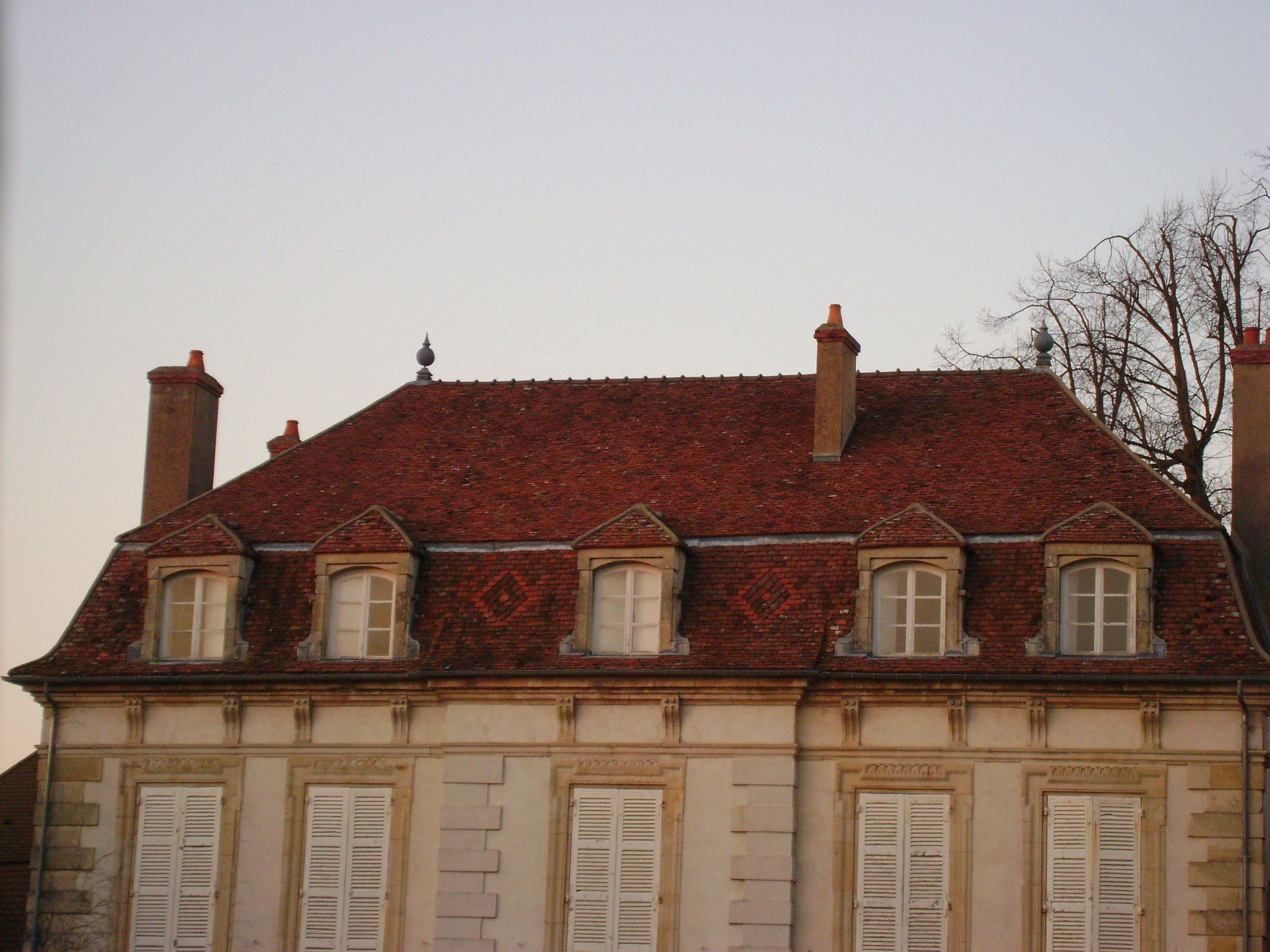
Toit bourguignon en tuiles plates, Avallon.

Le toit est la surface ou couverture couvrant la partie supérieure d'un édifice, permettant principalement de protéger son intérieur contre les intempéries et l'humidité.
Une toiture (l'ensemble des toits d'un bâtiment) est une couverture généralement supportée par une charpente. Les principales propriétés recherchées pour la couverture sont l'étanchéité, mais aussi l'esthétique, la légèreté, la résistance mécanique et l'écoulement des eaux pluviales.

## Composants principaux d'une toiture
1. La charpente : Structure portante qui soutient la couverture.
2. La couverture : Partie visible du toit, faite de matériaux comme les tuiles, ardoises, ou tôles.
3. L'isolation : Couche qui régule la température et l'humidité.
4. Le système d'évacuation des eaux : Gouttières et descentes qui dirigent l'eau de pluie.

## Propriétés essentielles d'une bonne toiture
1. Étanchéité : Primordiale pour protéger contre l'eau et l'humidité.
2. Esthétique : S'intègre à l'architecture et respecte souvent les normes locales.
3. Légèreté : Minimise la charge sur la structure du bâtiment.
4. Résistance mécanique : Supporte le poids de la neige, la force du vent, etc.
5. Écoulement efficace : Évite la stagnation d'eau qui pourrait endommager la structure.
6. Durabilité : Résiste aux intempéries et au vieillissement.
7. Isolation thermique : Contribue à l'efficacité énergétique du bâtiment.

## Matériaux

### Traditionnels
Les matériaux les plus utilisés sont :
- pour la charpente :
  - le bois,
  - l'acier,
  - le béton armé.

- pour la couverture :
  - les tuiles,
  - les ardoises,
  - les bardeaux de bois ou d'asphalte,
  - l'acier,
  - les plaques de zinc ou dans certains pays les plaques de plomb,
  - le cuivre qui prend une teinte verte caractéristique après quelques années d'oxydation (technique du joint debout),
  - la tôle ondulée (métallique),
  - le fibro-ciment,
  - les matières plastiques (fibres synthétiques),
  - le bitume ou asphalte (appliqué à 500 degrés, sous sa forme liquide),
  - les membranes élastomère (soudées à la flamme, bitume en rouleaux),
  - l'EPDM (membrane de caoutchouc),
  - le PVC,
  - le thermoplastique polyoléfine (TPO),
  - la paille,
  - l'aluminium[1].

- Dans le passé, d'autres matériaux de couverture ont été utilisés :
  - le chaume,
  - les lauzes,
  - les tavaillons ou bardeaux qui prennent des noms locaux suivant les régions,
  - le bois traditionnel.

### Modernes
Avec l'utilisation du béton et de la structure « poteaux plus dalle », le toit au sens de structure spécifique n'existe plus. Dans certaines architectures, par exemple celles des géodes avec des remplissages de structure par des matières tendues, on ne distingue plus le toit des murs, ni par la forme ni par les matériaux.

### Toiture végétale
La toiture végétale, traditionnelle dans plusieurs pays scandinaves et européens, est de plus en plus répandue, notamment en Allemagne.
La végétalisation permet d'améliorer le confort thermique et le déphasage thermique. Ceci réduit la température en été (surchauffe estivale) par l'évaportranspiration des plantes tout comme augmente la température de surface en hiver, grâce à l'inertie du substrat et la surface végétale.
Les plantes doivent être sélectionnées pour éviter les racines perforantes, résister aux températures extrêmes et à un apport d'eau minimal. Un contrôle épisodique est nécessaire pour conserver ces propriétés.

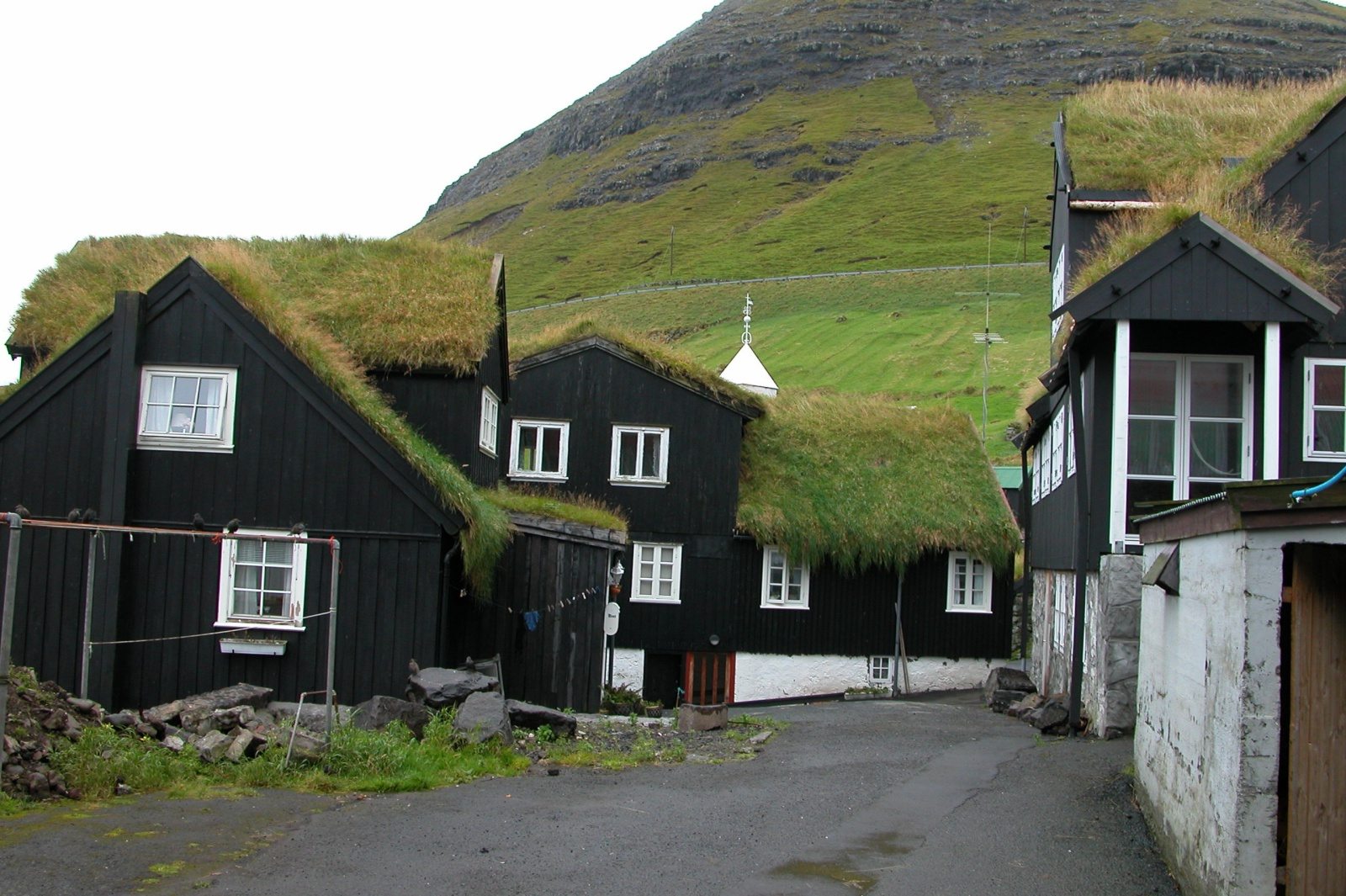
Toit vert sur les Îles Féroé.

## Formes
Les formes de toit sont très diverses et dépendent de la façon de construire et de l'architecture : usage exclusivement de maçonnerie ou usage de maçonnerie surmontée de bois assemblés en charpente ou encore usage exclusivement de charpente de bois ou de métal, y compris pour les murs, qu'ils soient ou non verticaux. 
Le remplissage fait par la couverture de toit est opaque ou transparent. Le toit reprend dans certaines traditions des idées symboliques de l'univers, il peut par exemple être en découpe et en empilement sur plusieurs étages en les entourant comme dans la pagode chinoise. 
Le toit peut aussi être considéré comme une sculpture composée de membres maçonnés en piles petites et grosses montant vers le ciel et assemblées, par exemple en composition des toits de temples d'Extrême-Orient, en composition d'églises avec clochers et pinacles.
1. Toit plat : Populaire dans l'architecture moderne, nécessite une attention particulière à l'évacuation des eaux. La toiture plate est une solution élégante et moderne, couramment utilisée dans les propriétés résidentielles et commerciales. Réputée pour ses lignes épurées et son design fonctionnel, elle est particulièrement efficace dans les climats chauds et secs[2].
2. Toit en pente : Traditionnel, facilite l'écoulement de l'eau et de la neige.
3. Toit mansardé : Maximise l'espace habitable sous les combles.
4. Toit végétalisé : Écologique, améliore l'isolation et la biodiversité urbaine.

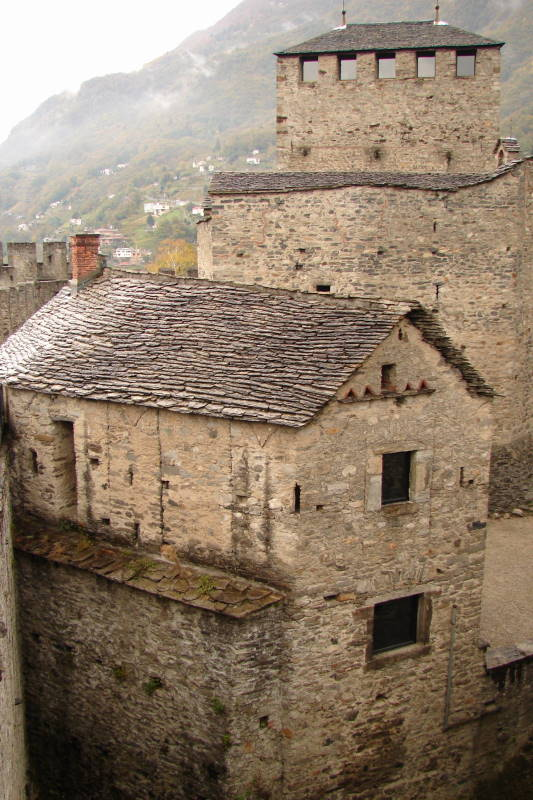
Composition de toits, Bellinzone, Suisse. Patrimoine mondial UNESCO. Photo Diego Tirira

### Toits simples à plusieurs versants

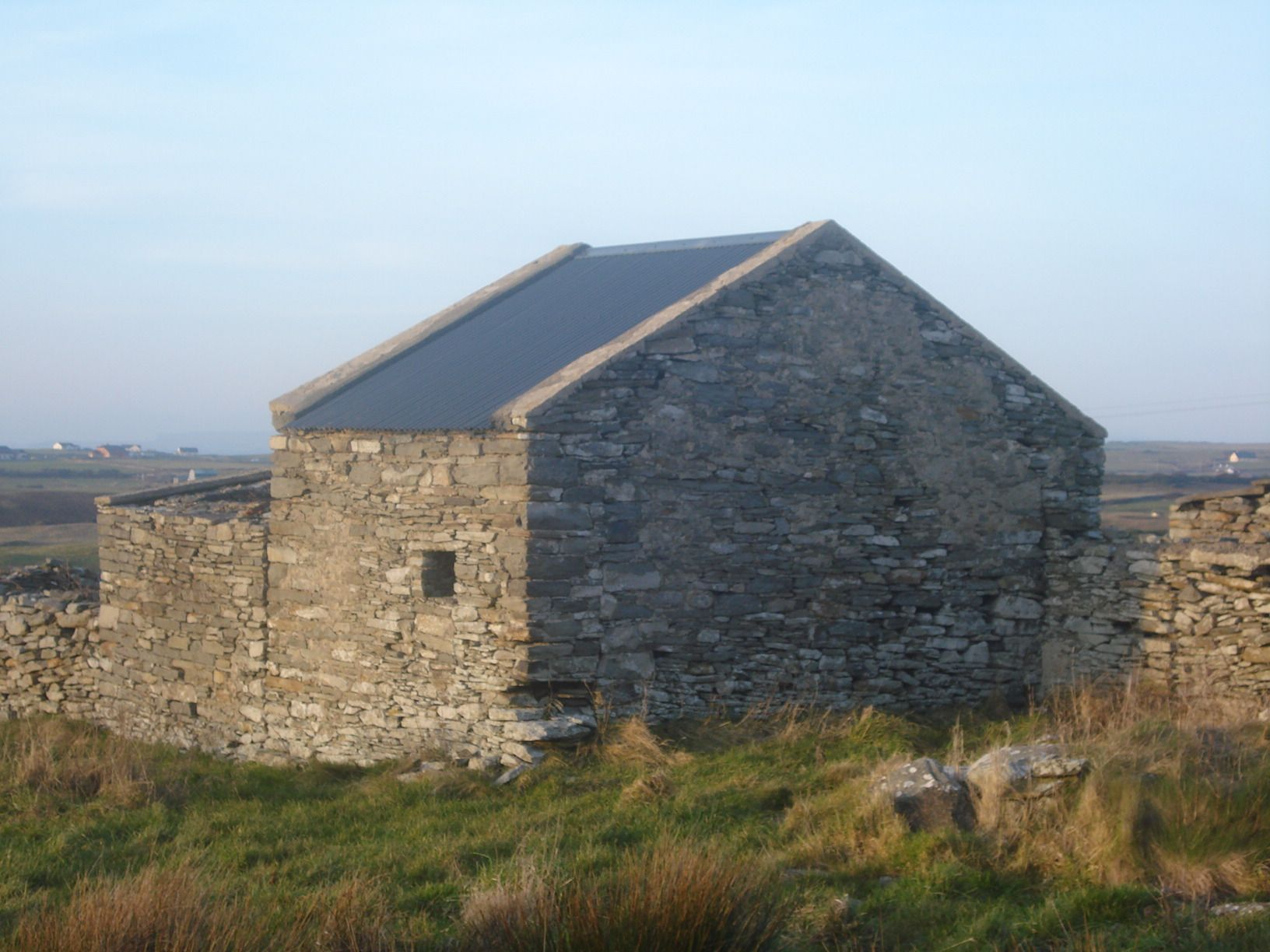
Toit à deux versants ou toit en bâtière
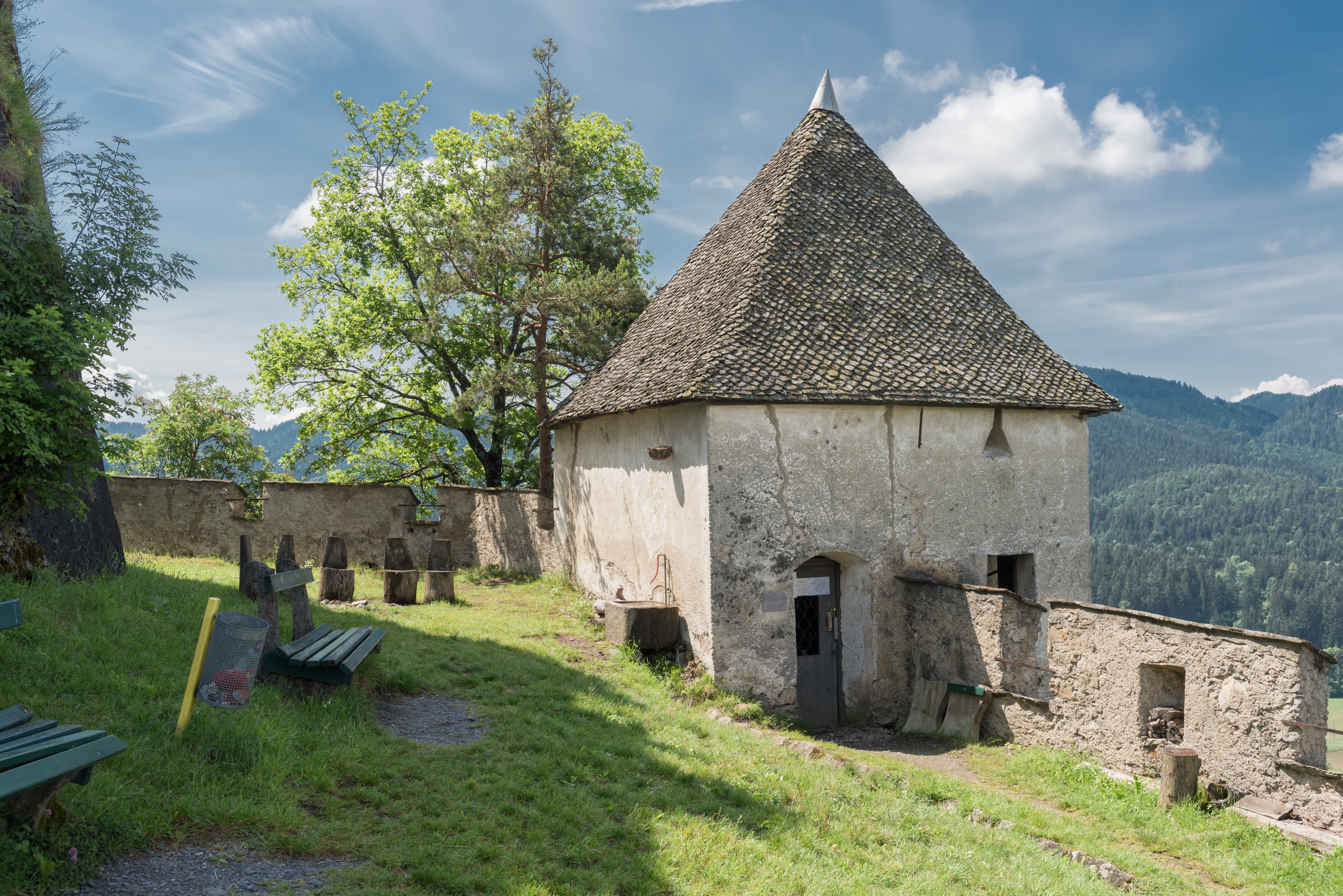
Toit à quatre versants ou toit en pavillon.

#### Pente du toit
La pente du toit traditionnel dépend des conditions climatiques. Dans les régions peu pluvieuses et ensoleillées, le toit laisse place à une toiture-terrasse mais qui n'est pas pour autant accessible. 
Et si sa pente atteint 10 %, il s'agit alors d'un toit rampant. 
Dans les régions venteuses pluvieuses ou neigeuses, le toit est traditionnellement plus pentu. La pente est fonction de la couverture mise en place. Cependant, en construction récente, le toit peut être aussi une toiture-terrasse à pente faible (3 %) ou nulle (1 %), indépendamment de la région.

#### Avant-toit
L'avant-toit, la partie qui déborde et fait saillie hors du mur, est de taille importante lorsqu'il faut protéger des intempéries l'espace sous-jacent, mais aussi lorsque l'ombre est recherchée.

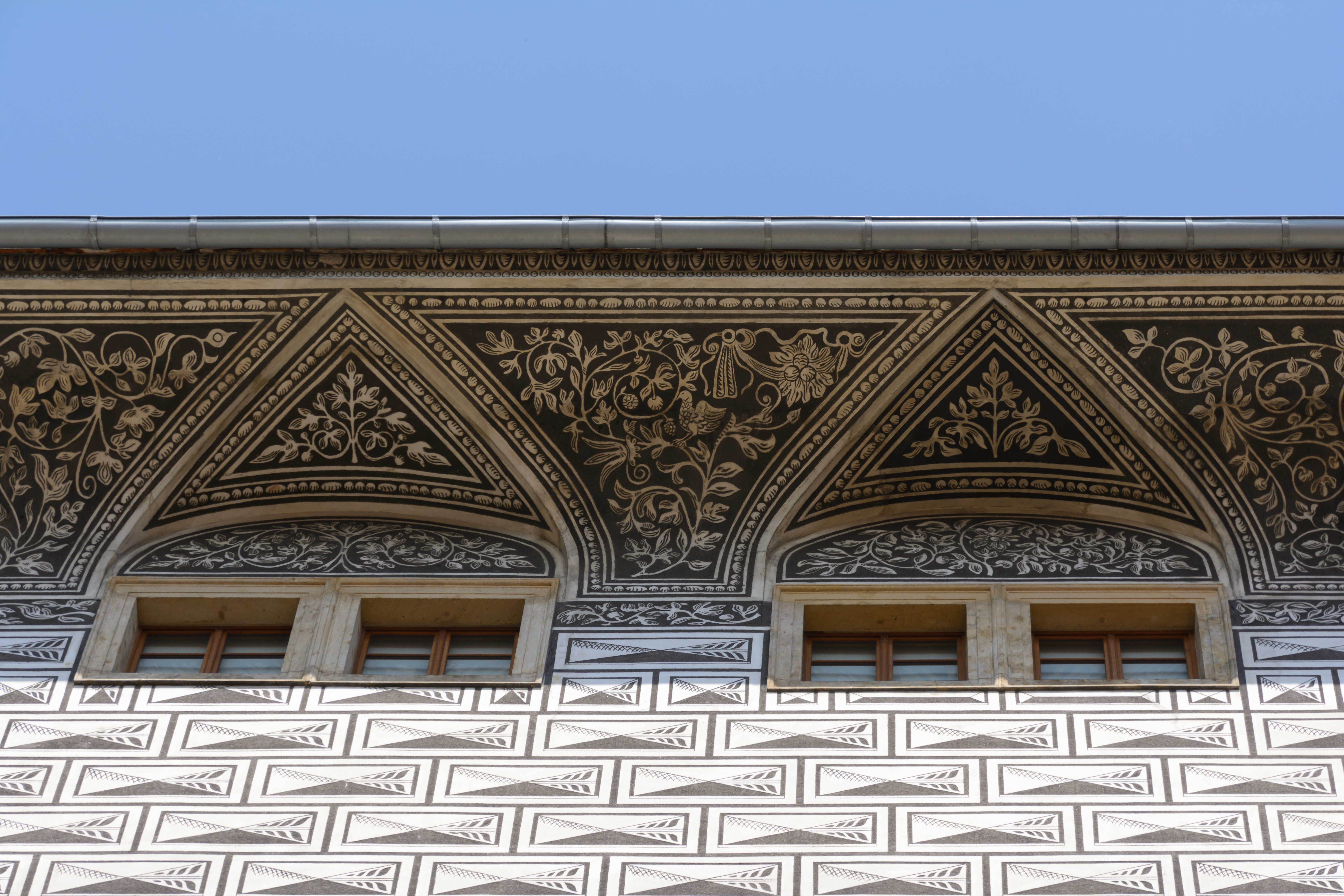
Avant-toit du Palais Schwarzenberg à Prague

#### Rive de toit
La rive de toit est l'extrémité du toit côté pignon ; elle suit en général la ligne de plus grande pente et est alors qualifiée de « rive droite ». Une rive qui n'est pas droite est appelée « rive biaise » ; si elle n'est pas « en saillie », elle présente une avancée plus importante en haut qu'en bas, selon la région et l'architecture ; si, au contraire, elle est « en saillie », elle peut être soit « sortante » (cas le plus fréquent), soit « rentrante ».
Une rive peut être ajourée et sculptée et comporter des motifs ornementaux (voir Lambrequin).

#### Noue
Une noue est un endroit où se rejoignent deux pans de toiture qui forment un creux (et non une saillie) à leur jonction. L'angle rentrant formé par ces deux pans de toit peut être soit brutal (ligne brisée), soit adouci par un arrondi dont le rayon peut être plus ou moins grand.

#### Arête
Une arête est un endroit où se rejoignent deux pans de toiture qui forment une saillie (et non un creux) à leur jonction. Au niveau de la charpente, l'arête est marquée par un arêtier.

#### Croupe

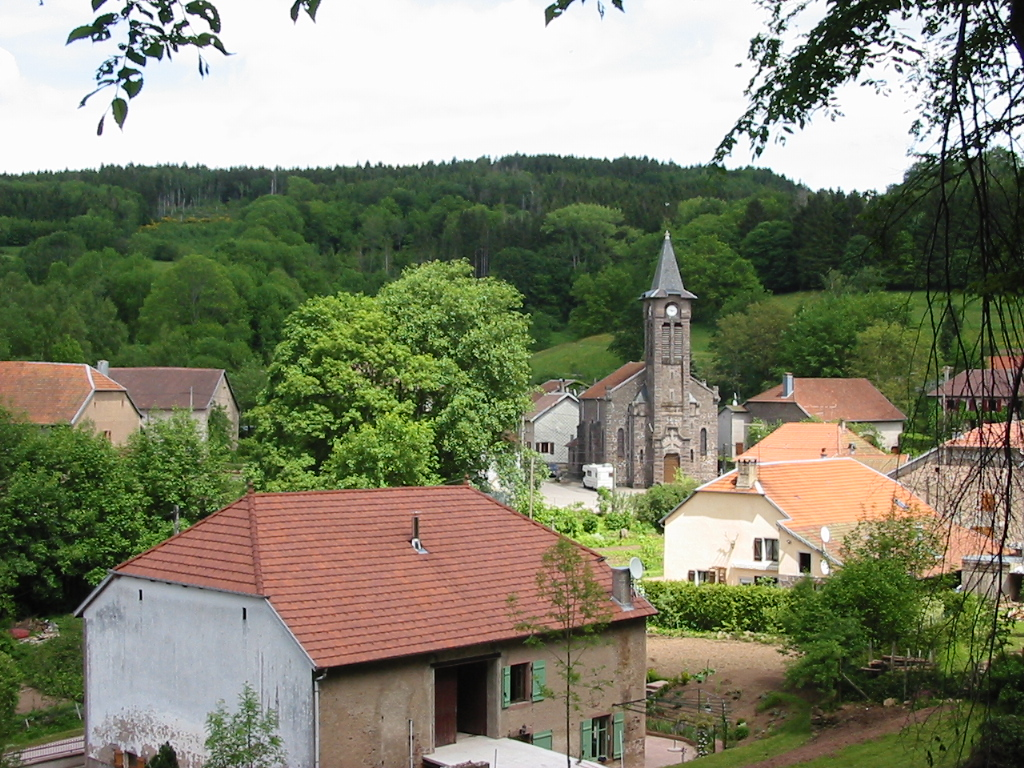
La demi-croupe est traditionnelle dans les Vosges gréseuses, ici à Châtas.

La croupe est la partie du toit qui, côté du pignon, est triangulaire en un pan ou en deux pans inclinés dont un est un triangle et l'autre un trapèze. On distingue la « croupe droite » lorsque le mur de pignon est perpendiculaire aux façades, de la « croupe biaise » lorsque ce n'est pas le cas.
Dans les régions occidentales, ces pans sont en général moins larges que ceux qui couvrent les autres murs. En général, la pente de la partie triangulaire est moyenne et la partie trapézoïdale très forte. Si le pan triangulaire est seul et ne va pas aussi bas que les versants principaux, il s'agit d'une « demi-croupe » (ou « croupette »).
Dans d'autres régions, la partie pignon peut être la plus large des façades, et la pente de la partie triangulaire va de moyenne à forte alors que la partie trapézoïdale a une pente plus faible et constitue une avancée.

#### Queue de vache, retroussis ou coyau
La queue de vache est la partie du toit qui, en bas du versant, forme un petit pan avec une pente plus faible et déborde en un petit avant-toit. L'origine de cette forme était, en créant une rupture dans la pente, de projeter l'eau de pluie au-devant de la façade, en l'absence de chéneau. La pente plus faible est constituée en charpente avec des coyaux au pied des chevrons.

## Schémas

Toit à un seul versant ou toit en appentis.
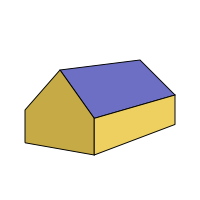
Toit à deux versants.
Toit à deux croupes.
Toit à quatre versants ou toit en pavillon.

### Toits arrondis
Une couverture hémisphérique est appelée dôme. Le terme coupole est souvent utilisé comme synonyme, mais désigne plutôt une voûte hémisphérique vue de l'intérieur.

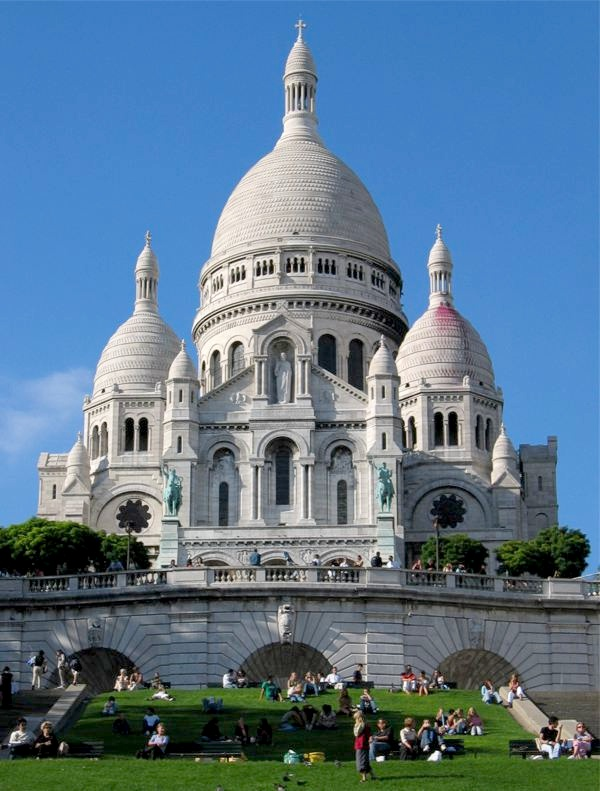
Les dômes de la basilique du Sacré-Cœur de Montmartre à Paris.
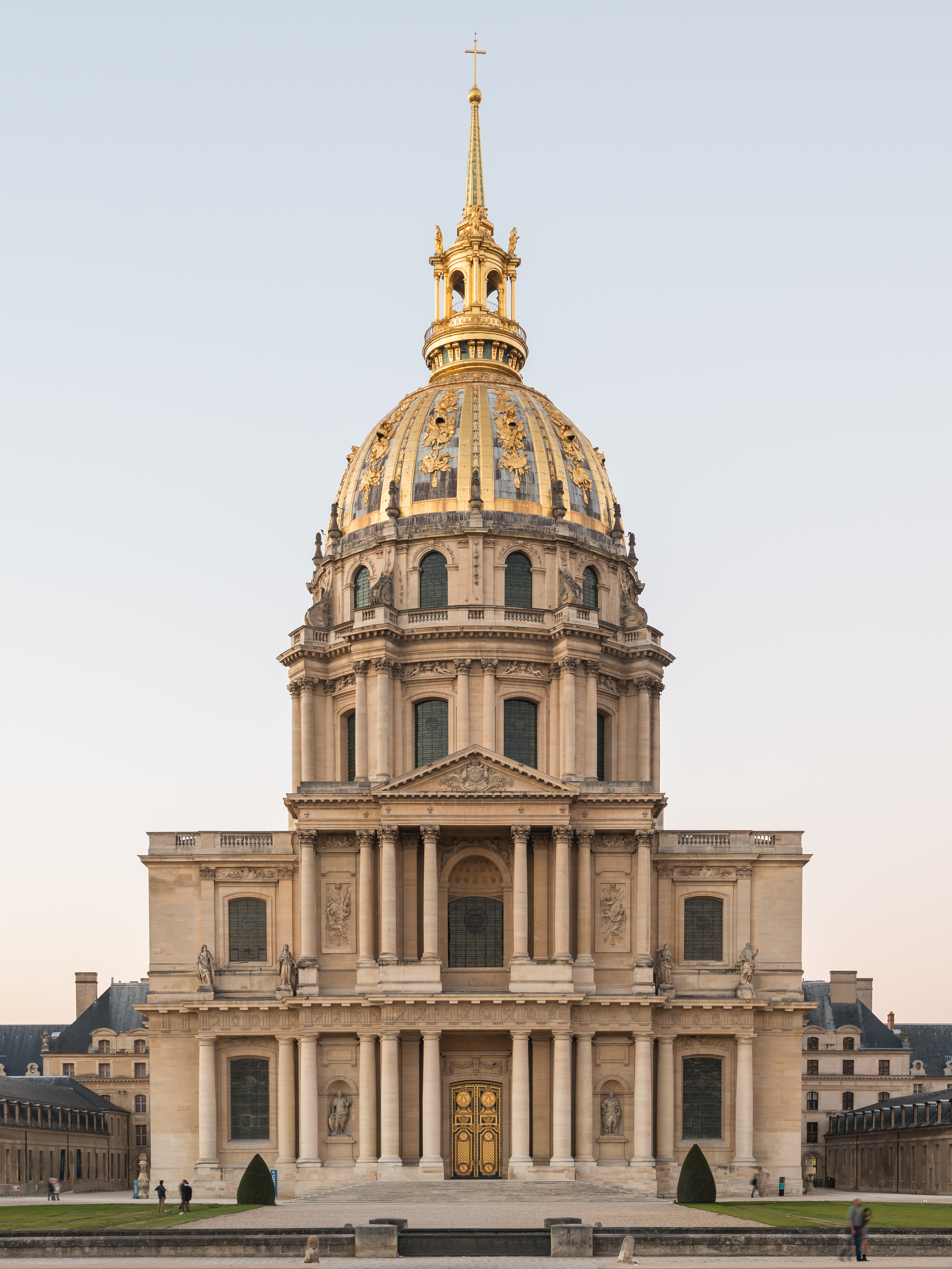
Le dôme des Invalides à Paris.

Celle qui est conique ou à facettes pointues est une flèche. Celle qui est fabriquée de façon moderne en voile de béton ou en structure métallique à simples courbures en forme de bulles, celle à doubles courbures en forme de selle de cheval n'ont plus de nom.
Une toiture à courbe et contre-courbe est appelée « toiture à l'impériale », qui peut être à section carrée ou circulaire, surmontée ou non d'une flèche, d'un lanterneau ou de tout autre élément décoratif. Ces toitures à l'impériale sont notamment typiques des clochers-porches des églises franc-comtoises des XVIIIe et XIXe siècles, fréquemment couvertes de tuiles vernissées de différentes couleurs pouvant constituer des motifs décoratifs.

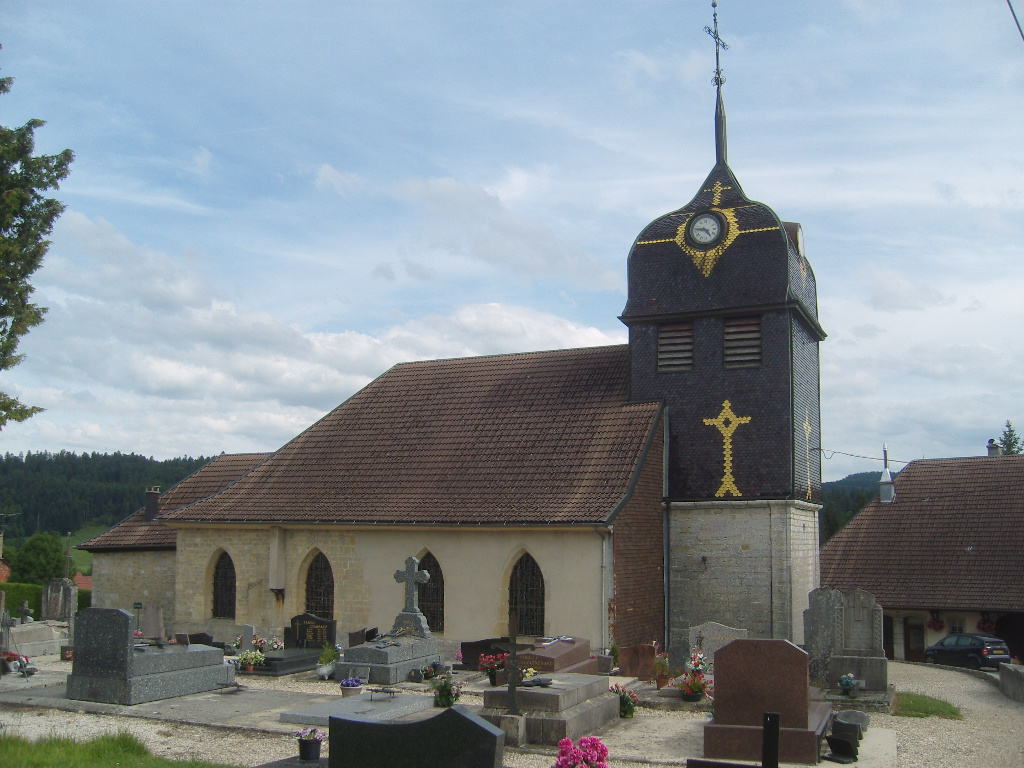
Église paroissiale d'Oye-et-Pallet (Doubs).
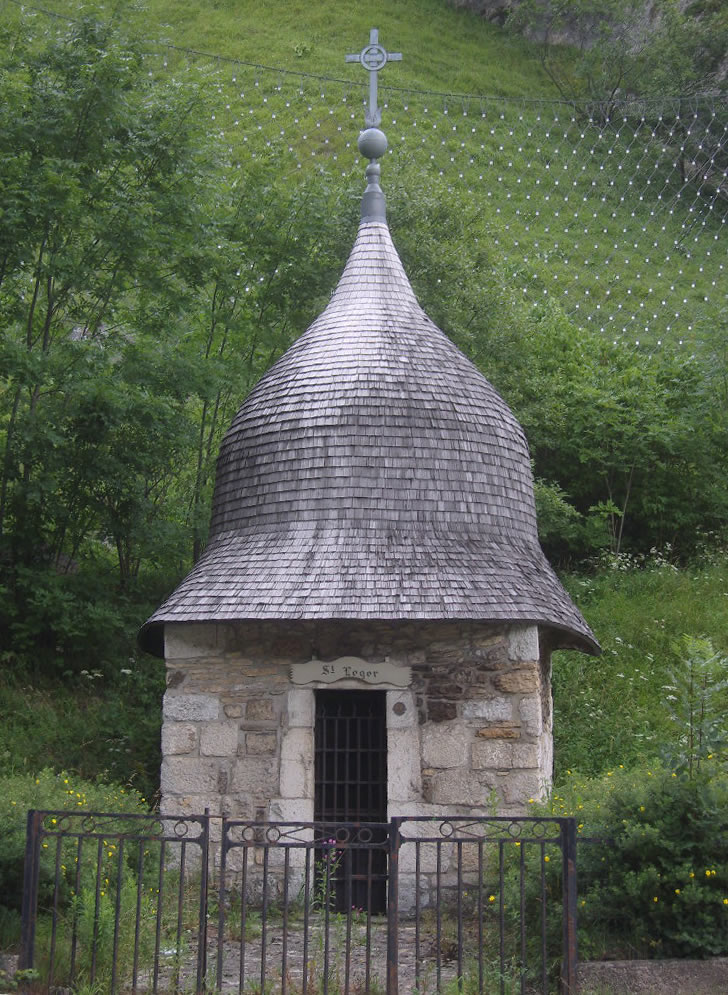
Chapelle Saint-Léger de La Cluse-et-Mijoux (Doubs).

Ces différentes sortes de toiture concernent essentiellement des bâtiments publics, des monuments civils classiques et des édifices d'architecture religieuse, et rarement l'habitat.

### Toit-terrasse
C'est un toit horizontal.

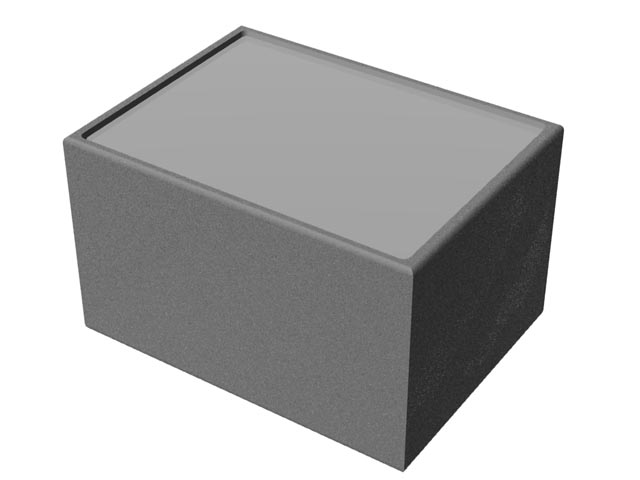
Toiture-terrasse.

## Principes constructifs
La construction doit être adaptée à l'orientation du bâti, ainsi que mis en œuvre par les traditions d'édification (architecture bioclimatique).

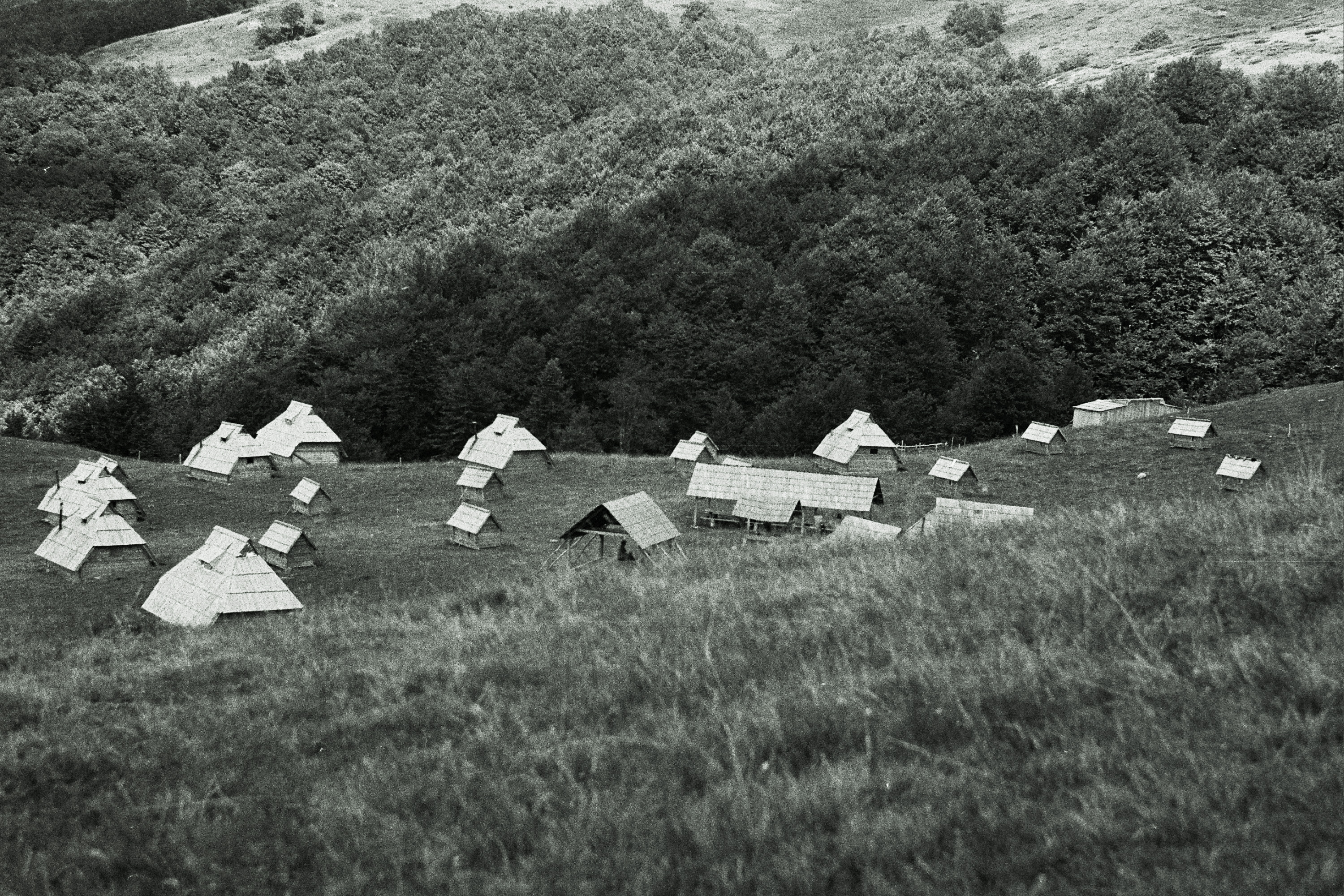
Monténégro (Katun Vranjak) : Orientation des toitures pour la bonne adaptation aux conditions climatiques.

Le toit est construit sur voûte ou sur charpente, ou peut être éventuellement préfabriqué et autoportant.

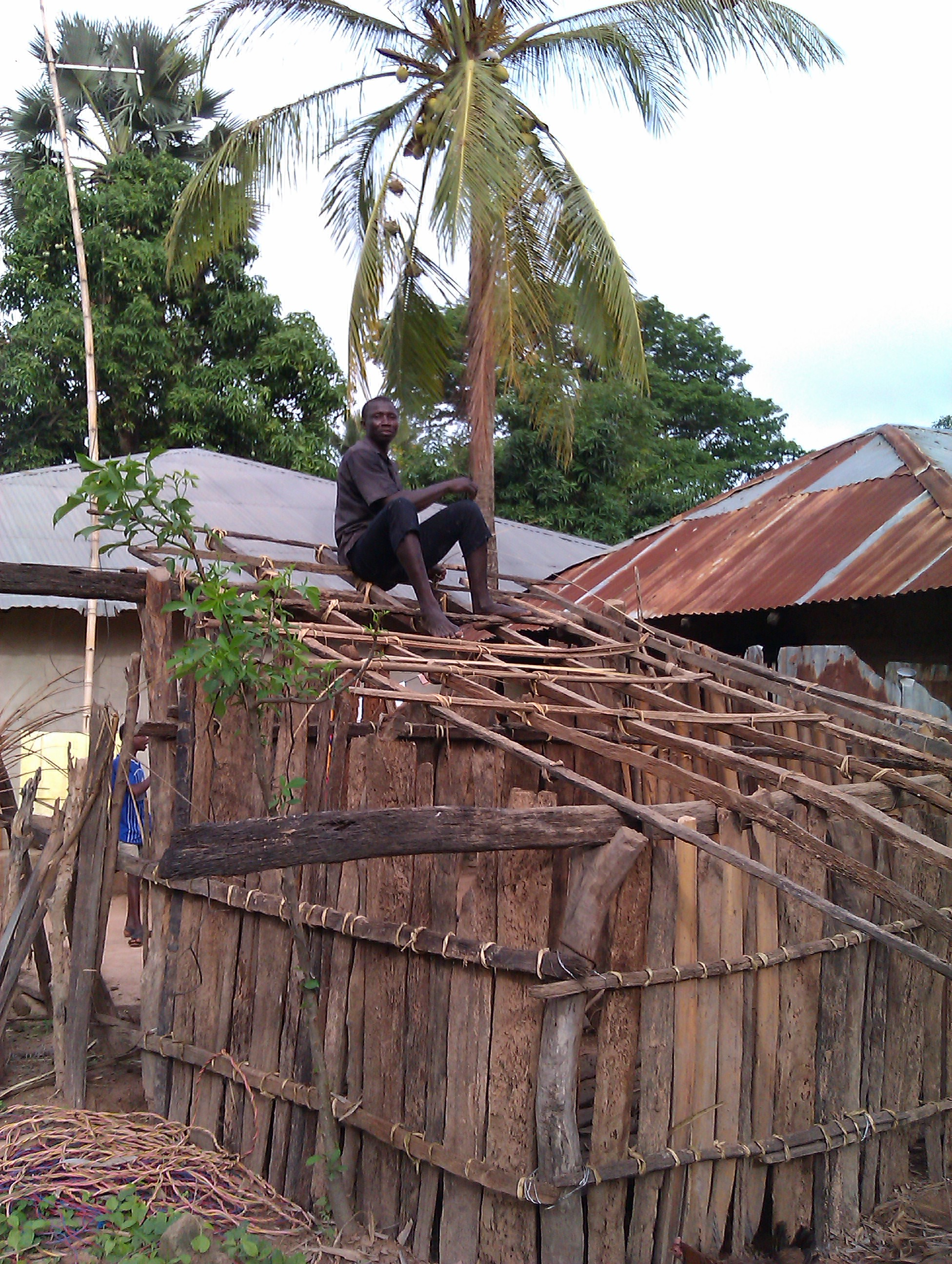
Construction d'un toit sur charpente, en Casamance.

Un autre principe est de d'abord construire le toit et grâce à un système de vérins pouvant le soulever de même qu'un plancher construit au sol. Ainsi, à partir du rez-de-chaussée, la construction s’effectue uniquement en hauteur, sous le toit qui monte progressivement, relativement à l’abri des pluies ou de la neige (ce qui limite les arrêts de chantiers pour intempérie), ou du soleil alors que la toiture est hissée au fur et à mesure que les étages se construisent. 
Les avantages sont de pouvoir se passer de grue, d’échafaudages et d’autres moyens de protection du chantier, en diminuant les risques d’accidents de travail. 
Les logements sont aussi plus rapidement disponibles et en particulier les locaux du bas de l’immeuble alors que la construction se poursuit vers le haut. La méthode avait déjà été testée en Allemagne durant la Seconde Guerre mondiale (pour construire à l'abri des bombardements alliés) et elle doit être testé en 2015 à Montréal durant l’hiver 2015-2016 pour un immeuble dénommé Rubic (une tour de 10 étages et 47 logements structure composite béton-acier), afin de vérifier s’il est adapté aux rigueurs de l’hiver canadien.

## Usages particuliers
Certaines toitures sont utilisées comme supports d'une végétalisation, de panneaux solaires ou de collecteur d'eau pluviale.
Les toits-terrasse peuvent être utiles pour s'y tenir. Faith Ringgold a réalisé une œuvre représentant une famille sur un toit-terrasse, y dînant et dormant pendant la forte chaleur (au Musée Guggenheim de New York).

## Quelques expressions
- « Habiter sous les toits » : habiter au dernier étage d'un immeuble ou dans la mansarde.
- « Crier sur tous les toits » : divulguer ou répandre un fait, une rumeur.
- « Le toit du monde » : l'Himalaya, et par extension, un lieu situé en hauteur.
- « Chercher un toit » : chercher un endroit où loger.
- « Commencer la maison par le toit » : agir à l'envers, au contraire de l'ordre logique. Équivalent de « mettre la charrue avant les bœufs ».
- « Vivre sous le même toit » : synecdoque signifiant « habiter dans une même maison ».